# Kościół Narodzenia Najświętszej Maryi Panny w Wojsławiu
Kościół Narodzenia Najświętszej Maryi Panny (w niektórych źródłach podawany jako Wszystkich Świętych) – rzymskokatolicki kościół filialny w Wojsławiu. Świątynia należy do parafii św. Michała Archanioła w Grodkowie w dekanacie Grodków, diecezji opolskiej.
7 lutego 1966 oraz 19 kwietnia 1972 roku, pod numerem 159/66 kościół został wpisany do rejestru zabytków województwa opolskiego.

## Historia kościoła
Kościół w Wojsławiu wybudowany został w I połowie XVI wieku, w stylu barokowo-renesansowym.
W 1800 roku została w stylu późnobarokowym dobudowana wieża wraz z dobudówkami.

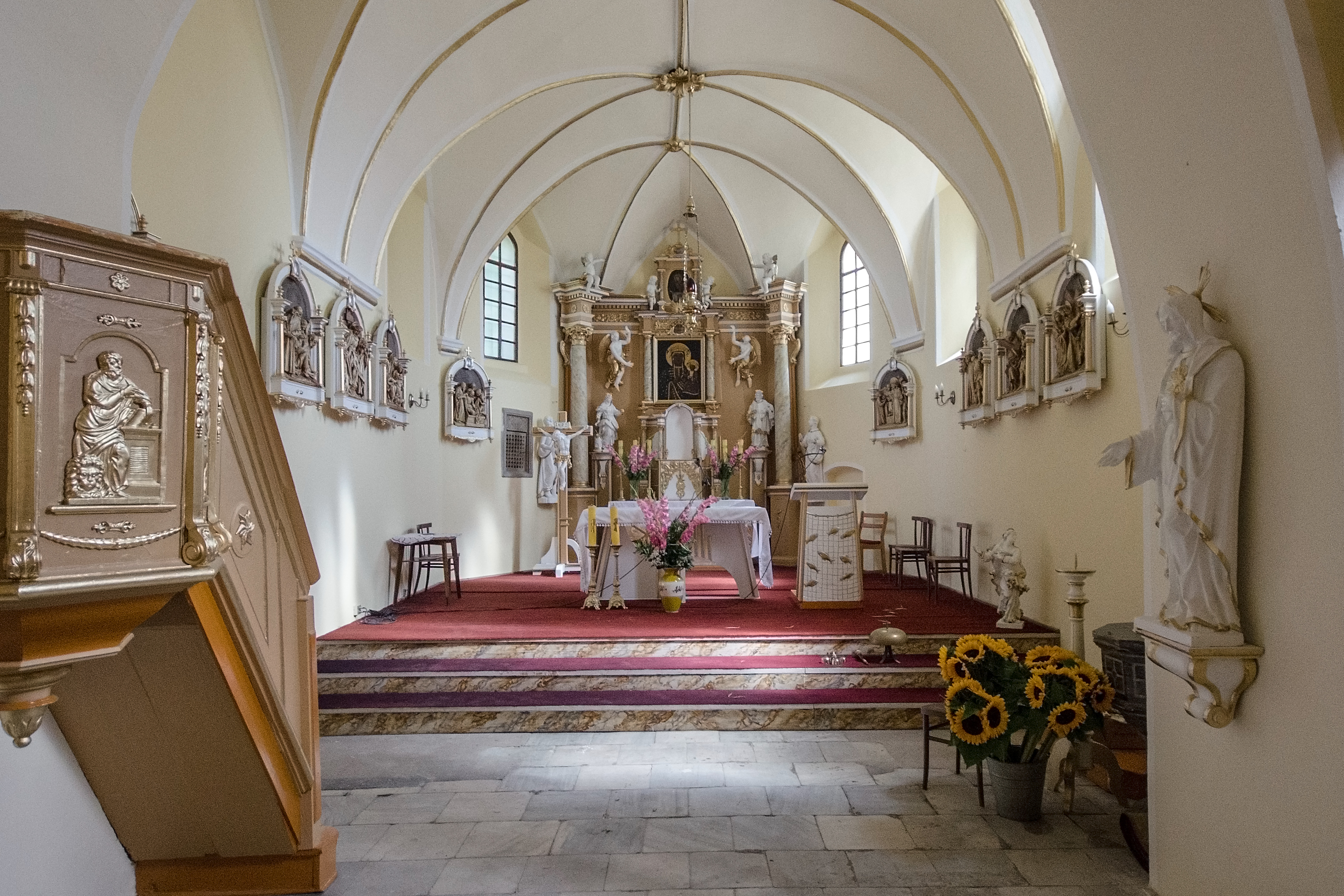
Wnętrze świątyni

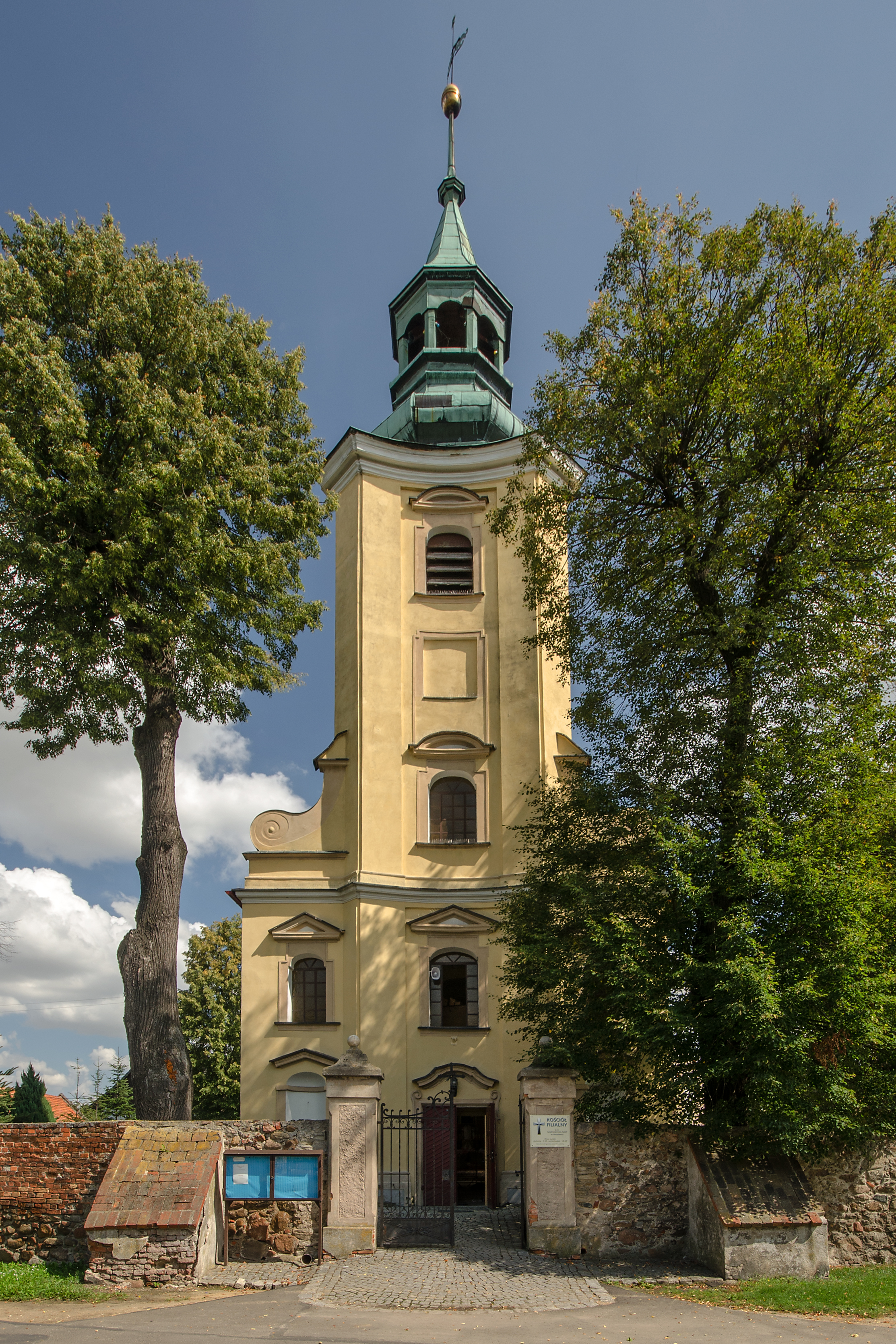
Wieża kościoła

Przy wejściu do zakrystii widoczny ostrołukowy portal z drzwiami o gotyckich elementach ozdobnych. Ołtarz główny pochodzi z 1800 roku, po którego bokach widoczne są kolumny oraz rzeźby św. Jana Nepomucena oraz św. Barbary. Drewniany chór muzyczny pochodzi z końca XVIII wieku. Teren wokół kościoła okala kamienny mur pochodzący z XVI wieku.